# Utanacris
Utanacris är ett släkte av insekter. Utanacris ingår i familjen gräshoppor.
Kladogram enligt Catalogue of Life:
| Utanacris | \| \| Utanacris flavifrons \| \| \| \| \| \| Utanacris pulchra \| \| \| \| \| \| Utanacris unicolor \| \| \| \| |
|           | \| \| Utanacris flavifrons \| \| \| \| \| \| Utanacris pulchra \| \| \| \| \| \| Utanacris unicolor \| \| \| \| |
|           | Utanacris flavifrons                                                                                            |
|           | |
|           | Utanacris pulchra                                                                                               |
|           | |
|           | Utanacris unicolor                                                                                              |
|           | |